# Грамши, Антонио
Анто́нио Гра́мши (Антонино, или Нино, как называли его родные и друзья, Антоникедду, как звали его лицеисты) (итал. Antonio Gramsciо файле; 22 января 1891, Алес, Сардиния — 27 апреля 1937, Рим) — итальянский философ, журналист и политический деятель; основатель и руководитель Итальянской коммунистической партии и теоретик марксизма. Считается одним из основоположников неомарксизма; к его идеям апеллировали как новые левые, так и сторонники еврокоммунизма. Представители современного идеологического коммунитаризма и многие континентальные новые правые считают его своим предшественником и в критике либерализма и фашизма, и в своей позитивной программе.

## Биография

### Происхождение
Антонио Грамши был четвёртым из семи детей в семье мелкого служащего Франческо Грамши, сына жандармского полковника, потомка выходцев из Албании. Ещё в юности у Грамши проявился интерес к литературе. Ранее увлечение социализмом брата Дженнаро (итал. Gennaro) сильно повлияло на его дальнейшее развитие.
В 1898 году его отец по подозрению в злоупотреблении служебным положением был посажен в тюрьму на 5 лет. Вскоре после этого его мать Джузеппина с детьми переехала в Гиларцу, где Антонио окончил начальную школу. В 11 лет он на два года поступил на работу в налоговую службу в Гиларце, чтобы помочь своей семье, чрезвычайно стеснённой в материальном плане. Тем не менее, он продолжил учиться самостоятельно, и в конце концов вернулся в школу, где обнаружились его блестящие способности по большинству дисциплин.

### Политическая деятельность
В 1908 после окончания гимназии Карта-Мелони в Сантулуссурджу переехал в Кальяри, где учился в лицее Карло Деттори (выпуск 30 сентября 1911). Примкнул к левому молодёжному кружку «Антиклерикальная ассоциация авангарда», с 1910 печатался в газете «ЛьУнионе Сарда».
В 1911—1914 годах, благодаря премии на учёбу для нуждающихся студентов из провинций бывшего Королевства Сардинии, учился в Туринском университете на филологическом факультете, вступил в Социалистическую партию. В числе других студентов-претендентов на эту премию был и Пальмиро Тольятти, будущий главный секретарь Итальянской коммунистической партии (ИКП).
В 1915 году, несмотря на перспективы успешной академической работы, он стал активистом Итальянской социалистической партии и начал журналистскую карьеру в партийных изданиях.
В годы Первой мировой войны редактировал туринский социалистический еженедельник «Il Grido del Popolo» («Клич народа»), одновременно сотрудничая с туринским изданием социалистической газеты «Avanti!» («Вперёд!»). Грамши проявил себя как выдающийся представитель молодого поколения итальянских революционеров, начавших борьбу против реформизма в социалистической партии.
В 1917 году принял участие в создании внутри партии «Революционной фракции непримиримых», активно поддерживал большевиков: «Ленин это наиболее социалистический, наиболее революционный из вождей русских социалистов» («Il Grido del Popolo» 29.04.1917). После антивоенного вооруженного восстания в Турине в августе 1917 года был избран секретарём местной секции социалистической партии.
Октябрьская социалистическая революция 1917 года послужила активизирующим фактором его деятельности. В условиях послевоенного революционного подъёма в Италии Грамши выступил инициатором движения за создание фабрично-заводских советов, которое стало своеобразной формой борьбы итальянского пролетариата за власть в 1919—1920 годах. Активный участник Флорентийского совещания 18 ноября 1917 года (чрезвычайный съезд Соцпартии, запрещенный властями). 1 мая 1919 года вместе с П. Тольятти, У. Террачини и другими молодыми социалистами создал еженедельник «L'Ordine Nuovo» («Новый порядок»). С ноября 1920 член Коммунистической фракции Итальянской социалистической партии. В январе 1921 года стал членом новообразованной Итальянской коммунистической партии.

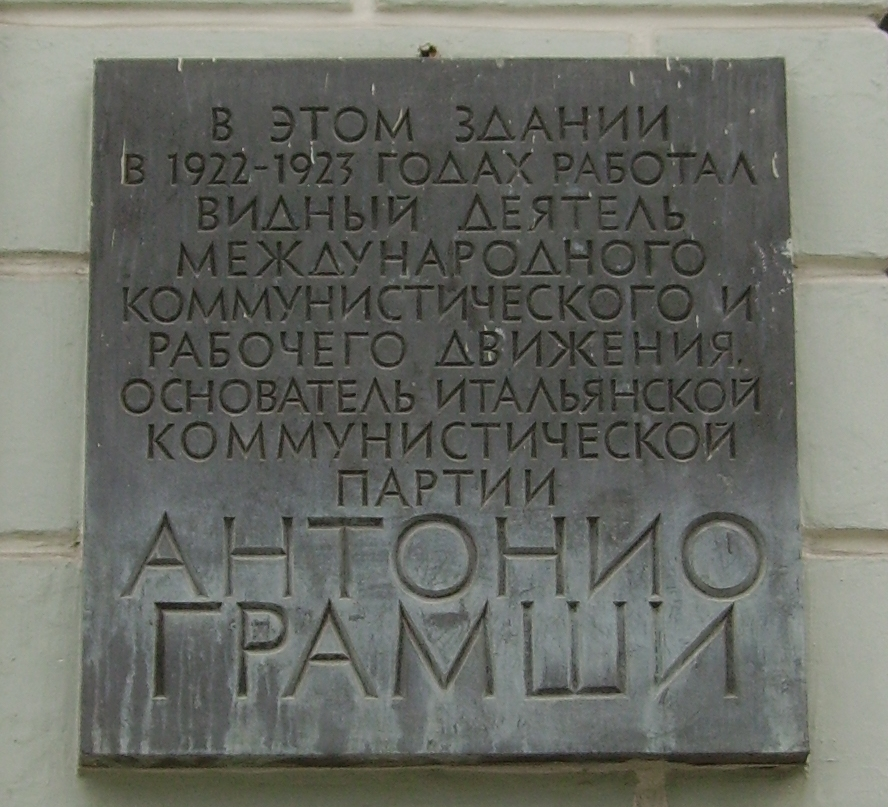
Мемориальная доска, Москва, ул. Моховая, 16

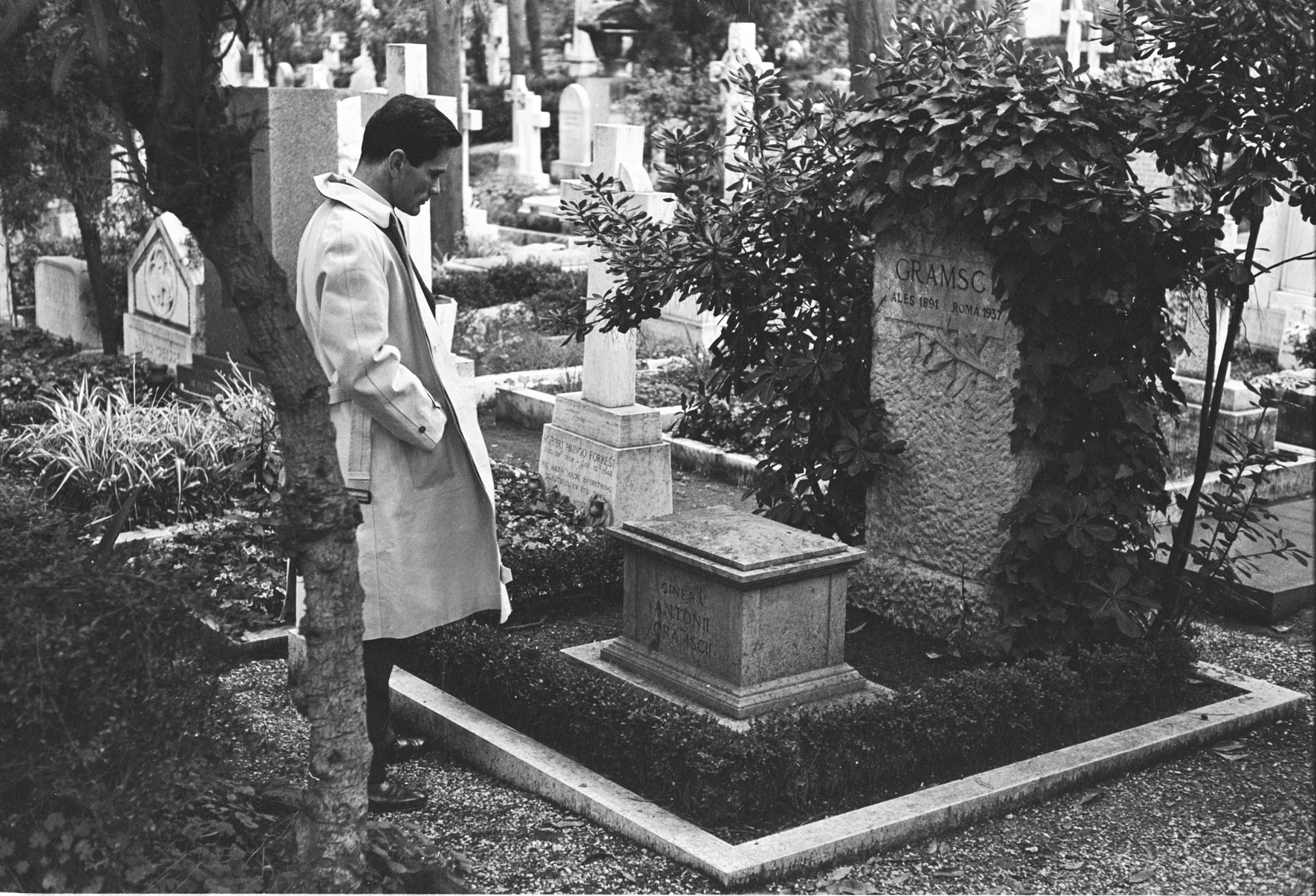
Пьер Паоло Пазолини — автор поэтического цикла «Прах Грамши» — перед надгробьем Грамши на Тестаччо

В 1922—1923 годах Грамши был делегатом от ИКП в Исполкоме Коминтерна и жил в Советском Союзе. 25 Октябрь 1922 года произошла его встреча с В. И. Лениным.
В 1923 Грамши переехал в Вену, а в мае 1924 года (после избрания его в парламент от области Венето) вернулся в Италию. В том же году по инициативе Грамши создана ежедневная газета партии «l'Unità» («Единство»). Возглавляя в 1924—1926 годах парламентскую группу коммунистов, Грамши выступал с трибуны палаты депутатов с жёсткой критикой политики фашизма.

### Тюремное заключение
8 ноября 1926 года за революционную деятельность власти арестовали Грамши и сослали на остров Устика. В 1928 году фашистский трибунал приговорил его к 20 годам тюремного заключения (затем в результате нескольких амнистий этот срок был сокращён — он истекал в 1937 году). Там и были написаны почти три тысячи страниц, составивших ядро творческого наследия Грамши — знаменитые «Тюремные тетради». Кроме того, интерес представляют его письма к Татьяне Шухт, сестре его жены, и к другим (всего писем насчитывается около 500). Бо́льшую часть заключения Грамши провёл в тюрьме в Тури (около Бари).
Кроме родных и близких, Грамши очень помог его друг, экономист Пьеро Сраффа, который на свои деньги покупал книги, нужные Грамши в тюрьме. Тяжёлые условия жизни в тюрьме подорвали его здоровье, и через несколько дней после формального освобождения Грамши умер от кровоизлияния в мозг, ставшего следствием очень напряжённой и тяжёлой жизни. Согласно профессору Ренато Ризалити, в последние десять лет жизни Грамши Тольятти «никогда не пытался установить с ним связи и, возможно, способствовал провалу переговоров о его освобождении».
Был кремирован и поспешно захоронен (в присутствии только брата Карло и свояченицы Татьяны) на римском монументальном кладбище Кампо Верано. Однако, в соответствии с волей покойного и его товарищей по партии его прах — следуя его атеистическим убеждениям — был после освобождения Италии перезахоронен на Римском некатолическом кладбище (Тестаччо).

## Семья
В 1922—1923 годах, во время работы в Советском Союзе, он женится на Юлии Апполоновне Шухт (1896—1980), дочери революционера А. А. Шухта (1860—1933), близкого друга семьи Ульяновых и лично В. И. Ленина. Ю. А. Шухт родила Грамши двух сыновей — Делио (1924—1981) и Джулиано (1926—2007). У Джулиано Грамши тоже родился сын, который носит имя своего деда и живёт в Москве.

## Творческое наследие
Антонио Грамши оставил после себя многочисленные труды по вопросам истории, философии и культуры. Важнейшими для него представляются вопросы идеологии и классового сознания.
Мысль Грамши концентрируется вокруг основополагающих задач развития общества: политических, социальных, культурных, философских, экономических, исторических и других. Одним из важнейших направлений мысли Грамши является теория гегемонии. В своих работах он тщательно анализирует марксизм, который называет «философией практики» (praxis) (в его работах подчёркивается неразрывная связь теоретических построений и реальной деятельности).
Критикуя упрощения марксистской теории, сведение к механистичности, жёсткой детерминированности, Грамши пишет по поводу вульгаризации проблемы соотношения базиса и надстройки марксизма: нельзя «…представлять и объяснять любое колебание политического и идеологического барометра как непосредственное выражение изменений в базисе…»
Таким образом, Грамши пришёл к выводу, что жизнеспособность буржуазной системы основана не лишь на материальных, но и на идеологических (культурных и интеллектуальных) факторах. Господство определённого класса (например, буржуазии) основано как на принуждении (доминировании), так и на идеологическом лидерстве, которое он назвал гегемонией, взяв этот термин из дискуссии русских социал-демократов Георгия Плеханова и Павла Аксельрода. Гегемония осуществляется посредством институтов гражданского общества (партии, профсоюзы, образовательные и культурные учреждения, церковь, СМИ и так далее). Грамши считал, что гражданское общество и составляет идеологическую надстройку (тогда как «политическое общество» представляет собой государственный аппарат). Следовательно, рабочий класс и коммунистическая партия должны вести борьбу не только за политическую власть, но и за гегемонию.
Функция поддержки гегемонии, согласно Грамши, отведена «органическим интеллектуалам» (идеологам-практикам, формирующим интеллектуальный климат в обществе). Органическую интеллигенцию он противопоставляет интеллигенции традиционной, ошибочно воспринимающей себя как отдельный класс, тогда как объективно является наёмными работниками умственного труда на службе правящего класса. На деле органическая интеллигенция является самой активной частью класса: тогда как задача традиционной интеллигенции — идеологически обосновывать статус-кво, задача органической — требовать его изменение в интересах трудящихся классов. Грамши считал, что любой человек становится органическим интеллектуалом, сознательно участвуя в политической борьбе, соединяя в ней теоретическую работу с практической борьбой за интересы своего класса.
Грамши утверждает необходимость контакта между «простыми людьми» и интеллигенцией, считая необходимой борьбу за интеллектуальное возвышение масс. Задача интеллигенции — донести «высокие» достижения культуры до народных масс, популяризовать их, превращая тем самым в основу для практической деятельности. Грамши отстаивает идею общественно-активной роли искусства, ответственности писателя перед народом.
В статье «Революция против „Капитала“» (по цензурным соображениям она в СССР не публиковалась), напечатанной в декабре 1917 года, Грамши написал, что большевики осуществили Октябрьскую революцию вопреки марксистской теории, и это было их главным достижением.
В записях, которые Антонио Грамши вёл в тюрьме в первой половине 1930-х годов, он попытался всесторонне проанализировать феномены фашизма и тоталитаризма как результат кризиса политических и социальных структур в Италии и Европе в первые два десятилетия XX века. Как он считал, политическая диктатура явилась результатом неспособности правящего класса получить поддержку широких социальных групп. Авторитаризм есть форма «пассивной революции», попытка верхов проводить модернизацию экономики, не меняя социальных структур.
С целью выхода из тупика тоталитаризма Грамши предлагает комплекс «интеллектуальных и духовных преобразований, которые совершат на национальном уровне то, что либерализму удалось сделать лишь для блага узких слоёв населения». Его идеи испытали возрождение в послевоенное время.
В советское время его теория считалась оппортунистической, публиковались только выборочные произведения, хотя он, как и многие другие авторы, придерживавшиеся левых взглядов, признавался серьёзным философом и видным политическим деятелем ещё в сталинские времена.

## Мнения
Грамши по-своему понимал и интерпретировал философию марксизма. Грамши исходил из основных принципов марксистско-ленинской философии и развивал их в соответствии с меняющимся миром.
Несмотря на слабость, болезнь и надорванные силы, отточенная мысль Антонио Грамши работает четко и ясно.
Как выдающийся теоретик Антонио Грамши — ученый, синтезировавший исторический и теоретический подходы к изучению общественных явлений первой трети прошлого века в Италии. Удачлив как революционер.

## Память
В Воронеже, Волгограде, Ростове-на-Дону и Новошахтинске, Ростовской области есть улицы Антонио Грамши.
Имя «Антонио Грамши» носил танкер Латвийского Морского Пароходства.

## Труды
- Gramsci A. Quaderni del carcere. A cura di V. Gerratana. Torino, 1975
- Грамши А. Избранные произведения: Т. 1—3. — М.: Изд. иностранной литературы, 1957—59.
- Грамши А. Статьи из «Ордине нуово». — Проблемы революции. — Проблемы культурной жизни. — М.: Госполитиздат, 1960. — 126 с., 54 000 экз.
- Грамши А. О литературе и искусстве / Пер. с итальянского Э. Егермана и В. Бондарчука. Авт. предисл. и ред. А. Лебедев. — М.: Прогресс, 1967. — 263 с.
- Грамши А. Избранные произведения: [пер. с итал.] / [Под общ. ред. И. В. Григорьевой и др.; Вступит. статья Г. П. Смирнова; Примеч. И. В. Григорьевой, К. Ф. Мизиано]. — М.: Политиздат, 1980. — 422 с.
- Грамши А. Формирование человека (Записки о педагогике) / Грамши А. — М.: Педагогика, 1983. — 224 с., 14 000 экз.
- Грамши А. Тюремные тетради. Часть первая. — М.: Издательство политической литературы, 1991. ISBN 5-250-00897-6
- Грамши А. Искусство и политика. В 2-х томах. — М.: Искусство, 1991 (вышел только 1-й том). [soc.lib.ru/su/626.rar архивный файл]
- Грамши А. Революция против «Капитала» // libelli.ru

Из «Тюремных тетрадей»
- Грамши А. Проблемы культуры. Фетишизм // www.hrono.ru
- Грамши А. Критерии литературной критики // www.hrono.ru
- Грамши А. Литературная критика // www.hrono.ru
- Грамши А. Партии, государство, общество // www.hrono.ru
- Грамши А. Автобиографические заметки // www.hrono.ru
- Грамши А. Возникновение интеллигенции // www.avtonom.org